# Acacia kirkii
Acacia kirkii é uma espécie de leguminosa do gênero Acacia, pertencente à família Fabaceae.